# مارتن بولوك (طبال)
مارتن بولوك (بالإنجليزية: Martin Bulloch)‏ هو طبال وموسيقي بريطاني، ولد في 14 أغسطس 1974 في بلزهيل ‏ في المملكة المتحدة.